# Quinta pandemia de cólera
La quinta pandemia de cólera (1881-1896) fue el quinto gran brote internacional de cólera en el siglo XIX. Se extendió por Asia y África, y llegó a partes de Francia, Alemania, Rusia y Brasil. Se cobró 200 000 vidas en Rusia entre 1893 y 1894; y 90 000 en Japón entre 1887 y 1889. El brote de 1892 en Hamburgo (Alemania) fue el mayor brote europeo; unas 8600 personas murieron en esa ciudad. Aunque muchos residentes responsabilizaron al gobierno de la ciudad de la virulencia de la epidemia (que condujo a disturbios por cólera en 1893), continuó con prácticas en gran medida sin cambios. Este fue el último brote grave de cólera europeo del siglo.
El papa León XIII autorizó la construcción de un hospicio dentro del Vaticano para los residentes afligidos de los barrios romanos cercanos. Ese edificio fue derribado en 1996 para dar paso a la construcción del Domus Sanctae Marthae.
En España el brote se propagó desde Francia, afectando especialmente en el valle del Ebro con un significativo brote en Zaragoza. El brote tendría importante influencias en el desarrollo médico y en la difusión de las teorías higienistas en el país.

## Debate científico
Durante la pandemia, Robert Koch aisló a Vibrio cholerae y propuso postulados para explicar cómo las bacterias causaron enfermedades. Su trabajo ayudó a establecer la teoría germinial de la enfermedad.
Antes de este tiempo, muchos médicos creían que la enfermedad era causada por la exposición directa a los productos de suciedad y decaimiento. Koch ayudó a establecer que la enfermedad era más específicamente contagiosa y se transmitía por la exposición a las heces de una persona infectada, incluso a través del suministro de agua contaminada.

## Mark Twain
El autor estadounidense Mark Twain, un ávido viajero, visitó Hamburgo durante el brote de cólera, y describió su experiencia en una breve pieza sin recoger fechada en "1891-1892". En ella, señala alarmantemente la falta de información en los periódicos de Hamburgo sobre el evento de cólera, en particular los totales de muertes. También critica el trato de los pobres, ya que muchos, dice Twain, estaban siendo "arrebatados de sus casas a las casas de plagas", donde "muchos de ellos (...) morían desconocidos y están enterrados así". Twain concluye lamentando la falta de conciencia en todo el mundo, especialmente en Estados Unidos.